# Herb Tyraspolu

Herb Tyraspolu (1847, 2018)

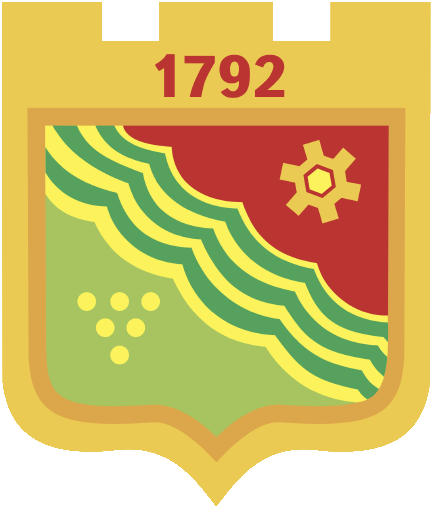

Herb Tyraspolu, stolicy Naddniestrza, to tarcza przedstawiająca rzekę Dniestr, stylizowane winogrona z jednej strony i symbol przemysłu z drugiej. Dwa symbole odnoszą się do głównych działalności gospodarczych miasta, przemysłu lekkiego i uprawy winorośli. Wewnętrzne kolory, czerwony i zielony, naśladują te z flagi Naddniestrza.
Herb ma napis 1792 w odniesieniu do roku, kiedy miasto zostało założone. Festiwal rocznicy założenia miasta ma miejsce co roku 14 października.